# Antialcidas floripennae
Antialcidas floripennae är en insektsart som beskrevs av Yuan och Xiaolong Cui 1988. Antialcidas floripennae ingår i släktet Antialcidas och familjen hornstritar. Inga underarter finns listade i Catalogue of Life.